# Alionoctula abramus
Alionoctula abramus is een zoogdier uit de familie van de gladneuzen (Vespertilionidae). De wetenschappelijke naam van de soort werd voor het eerst geldig gepubliceerd door Temminck in 1838.

## Voorkomen
De soort komt voor in Rusland, China, Taiwan, Japan, Korea, Vietnam, Birma en India.